# تنكس الخلط الزجاجي النجماني
تَنَكُّسُ الخِلْطِ الزُّجاجِيِّ النَّجْمانِيّ أو الحرض الزجاجي النجمي (بالإنجليزية: Asteroid hyalosis)‏ هو حالةٌ تنكُسِيةٌ في العين، تتمثلُ بظهورِ عتاماتٍ بيضاء صغيرة في الجسم الزجاجي، وقد تحدثُ في البشر، والكلاب والقطط والأحصنة والشنشيلات. إنَّ هذه العتاماتِ سريريًا قابلةٌ جدًا للانكسار، مما يمنَحُها مظهر النجوم (أو الكويكيبات) اللامعة في سماءِ الليلة، والفرقُ الوحيد أنها غالبًا ما تكون مُتحركة كثيرًا. يجب التَفرقة بين هذه الحالة وبين عوائم الجسم الزجاجي، والتي عادةً ما تكون عبارةً عن كثافاتٍ ليفية أو خليوية.
الأجسام النجمانية أو الأجسام نجمية الشكل (بالإنجليزية: Asteroid bodies)‏ تتكونُ من هيدروكسيل أباتيت، والذي يتكون من كالسيوم وفوسفات أو دهون فسفورية.

## الأسباب
سببُ حدوثِ تنكس الخلط الزجاجي النجماني غير معروف، ولكنهُ مرتبطٌ مع مرض السكري، وارتفاع ضغط الدم، وفرط كوليسترول الدم، وفي بعضِ الحيوانات، يرتبطع مع أورامِ الجسم الهدبي.
يُعتبر تنكس الخلط الزجاجي النجماني في الكِلاب مرتبطًا مع التغيراتِ العُمرية.

## التأثير
لا يُؤثر تنكس الخلط الزجاجي النجماني عادةً بشدةٍ على الرؤية، ولكن العتامات العائِمة قد تكون مُزعجة للغاية، وقد تتداخل كثيرًا مع التبصر والإظهار واختبار الشبكية.

## العلاج
غالبًا لا يكون علاجُ تنكس الخلط الزجاجي النجماني ضروريًا، ولكن قد يُوصى أحيانًا باستئصال الزجاجية؛ وذلك لأسبابٍ تشخيصية وعلاجية.